# Benedetto Riccabona de Reinchenfels
Benedetto Riccabona de Reinchenfels, italijanski rimskokatoliški duhovnik, škof, * 23. marec 1807, Cavalese, † 13. marec 1879.

## Življenjepis
8. avgusta 1830 je prejel duhovniško posvečenje.
1. februarja 1854 je bil imenovan za škofa Verone. Imenovanje je bilo potrjeno 7. aprila istega leta in škofovsko posvečenje 16. julija 1854.
Ta položaj je zasedal do 22. marca 1861, ko je bil imenovan za škofa Trenta. Položaj je uradno prevzel 26. junija 1861 in ga je zasedal do svoje smrti.